# Axel Nylander (körledare)
Axel Ferdinand Nylander, född 3 april 1876, död 19 augusti 1939 i Katarina församling i Stockholm, var en svensk körledare, kantor, sångare och tullkontrollör. 

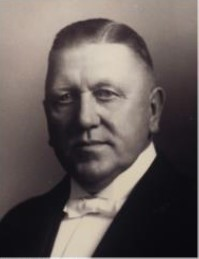
Axel Nylander 1876–1939

## Biografi

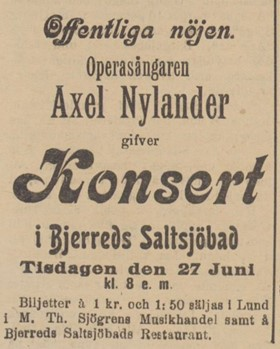
Liten notis från Axel Nylanders brokiga karriär. Här som operasångare i Folkets tidning 1905.

Nylander växte upp i Lund och hans far var musiker. Fadern önskade dock sonen ett annat yrke och Nylander studerade också juridik och var under studietiden sångare i Lunds Studentsångförening. Nylander anställdes på tullverket 1897 och blev sedermera taxerare och kontrollör i Stockholm 1923.  Nylanders håg stod också till musiken och väl i Stockholm hade han 1905–1907 engagemang som solist på Kungliga Operan i Stockholm. Efter att under några år i början av 1900-talet lett några mindre manskörer i Stockholm övertog han 1909 ledningen för Stockholms Arbetaresångförening, en manskör han ledde fram till 1934. 1910–1912 ledde han även Typografiska föreningens sångkör och under åren 1928–1930 var han Stockholms Allmänna Sångförenings dirigent. Under 1920 och 1930-talet anlitades han även av Stockholms sångarförbund som dirigent.
Nylander innehade under 25 års tid kantors- och organisttjänst i S:t Eriks kyrka (Stockholms katolska församlings domkyrka). I oktober 1938 förlänades han också den påvliga utmärkelsen "Pro ecclesia et pontifice" (För kyrkan och påven).
Hösten 1925 övertog Axel Nylander ledningen för Radiotjänsts blandade kör (nuvarande Radiokören) efter Gustaf Malm vilka hade haft sin första konsert 1 maj 1925. Denna kör och Radiomanskören ledde Nylander fram till sin död 1939. Radiokörens första medlemmar skall ha utgjorts av femton sångare ur S:t Eriks kyrkokör. 

### Familj
Axel Nylander var först gift med Judith Lindenau och därefter med Dora Nylander med vilken han fick en dotter, Greta, gift Hansell. Axel Nylander är begravd på Norra kyrkogården i Lund.